# Hayley Holmes
Hayley Holmes (* 30. September 1991 in Covington, Indiana) ist eine US-amerikanische Schauspielerin.

## Leben und Karriere
Hayley Holmes wurde als jüngstes von vier Kindern im Westen Indianas geboren. In ihrer Kindheit stand sie am örtlichen Theater auf der Bühne und trat in Tanzwettbewerben an. Ihre erste Rolle vor der Kamera übernahm sie 2006 mit einem Auftritt in der Serie Desperate Housewives nachdem sie nach Los Angeles zog. Bald darauf folgten weitere Gastrollen in Hannah Montana, Scrubs – Die Anfänger, iCarly, Criminal Minds, Glee, Lie to Me, Meine Schwester Charlie und 90210. 2010 übernahm sie eine kleine Rolle im französischen Film Rubber.
2011 trat sie in einer wiederkehrenden Rolle als Rachel in der Webserie The Guild auf. Weitere Auftritte folgten in Grey’s Anatomy, Victorious und The Middle. Von 2016 bis 2022 war sie wiederkehrend in der Rolle einer Maskenbildnerin in Better Call Saul zu sehen.
Sie ist als Regisseurin Teil des Teams der Youth Academy of Dramatic Arts in Los Angeles.

## Filmografie (Auswahl)
- 2006: Desperate Housewives (Fernsehserie, Episode 2x20)
- 2006: Von's Room (Fernsehserie, 2 Episoden)
- 2007: Hannah Montana (Fernsehserie, Episode 2x11)
- 2007: Scrubs – Die Anfänger (Scrubs, Fernsehserie, Episode 7x02)
- 2008: iCarly (Fernsehserie, Episode 1x14)
- 2008: Ninja Cheerleaders
- 2009: Criminal Minds (Fernsehserie, Episode 4x12)
- 2009: Just Peck
- 2010: Rubber
- 2010: Glee (Fernsehserie, 2 Episoden)
- 2010: Lie to Me (Fernsehserie, Episode 2x11)
- 2010: Meine Schwester Charlie (Good Luck Charlie, Fernsehserie, 2 Episoden)
- 2010–2011: 90210 (Fernsehserie, 3 Episoden)
- 2011: Workaholics (Fernsehserie, Episode 1x08)
- 2011: The Guild (Websehserie, 6 Episoden)
- 2011–2014: The Middle (Fernsehserie, 2 Episoden)
- 2012: Grey’s Anatomy (Fernsehserie, Episode 9x08)
- 2012: Prodigy Bully (Fernsehfilm)
- 2013: Victorious (Fernsehserie, Episode 4x13)
- 2014: Réalité
- 2016–2022: Better Call Saul (Fernsehserie, 10 Episoden)